# 농업노동요
농업노동요는 농사를 지으면서 부르는 민요를 말한다. 농업노동요를 짧게 줄여서 '농요'라고도 한다. 작물을 재배하는 과정에서 부르는 민요가 거의 대부분이며, 가축을 키우는 과정에서 부르는 민요도 넓은 의미의 농업노동요에 포함된다. 우리나라의 농업은 크게 벼를 재배하기 위한 논농사와 잡곡이나 채소를 재배하는 밭농사로 나눌 수 있으며, 우리나라는 특히 벼농사가 중심이었기 때문에 논농사 과정에서 부르는 농요가 매우 풍부하다. 논농사 관련 민요로는 논농사의 과정에 따라 논둑가래질소리, 논삶는소리(써레질소리), 모찌는소리, 모심는소리, 논매는소리, 벼베는소리, 벼쳐내는소리, 볏짐나르는소리, 벼떠는소리(벼타작소리), 벼드리는소리 등이 있으며, 모심기 이전부터 수확하기 전까지 수시로 논에 물을 퍼넣으면서 하는 물푸는소리도 논농사 민요로 분류된다. 밭농사의 과정에서 부르는 민요로는 밭가는소리, 밭일구는소리, 밭고르는소리, 밭매는소리, 보리베는소리, 보리타작소리 등이 있다. 그밖에 농업노동요로는 거름을 만드는 과정에서 부르는 풀베는소리, 풀짐나르는소리, 풀써는소리, 그리고 가축을 기르는 과정에서 부르는 말모는소리가 있다. 농업노동요는 노동요 중에서도 가장 가짓수가 많고 지역적으로 악곡이 다양하여 노동요의 핵심이라 할 수 있으며 그 가운데에서도 모심는소리와 논매는소리는 양대 농요라 할만큼 풍부하다.